# Bet Szalom Alechem
Bet Szalom Alechem (hebr. מגדל המוזיאון; jid. שלום עליכם הויז) – centrum kultury jidysz w osiedlu Ha-Cafon ha-Chadasz we wschodniej części miasta Tel Awiw, w Izraelu.

## Historia
Budynek centrum kultury wybudowano w 1966 według projektu architekta Uriel Kahane. Nazwano go na cześć pisarza języka jidysz Szolem Alejchem.
W 2005 przy samym domu kultury wybudowano nowoczesny wieżowiec biurowy Museum Tower (wysokość 89 metrów). Tuż obok jest Muzeum Sztuki Tel Awiwu i centrum kultury Tel Awiw Performing Arts Center.

## Działalność
Centrum kultury prowadzi coroczne kursy nauki języka jidysz, oraz przyznaje stypendia dla naukowców i badaczy zaangażowanych w działalność na rzecz zachowania jidysz. W ośrodku znajdują się sale wykładowe, biblioteka, archiwum, sale wystawowe oraz gabinety naukowe.